# ناماسته

تصویر رقاصی در حالت ناماسته

ناماسته در هند و نپال به معنی خوشامدگویی و سلام کردن است. ناماسته علاوه بر معنی متداول آن مفهومی مذهبی نیز دارد که عبارت است از «من به آن ذره خدایی که در توست تکریم می‌کنم». بنابر سنت رایج هنگام گفتن این لغت در مقابل گورو یا رهبر معنوی دو کف دست‌ها را بالای سر یا در مقابل صورت به هم می‌چسبانند. ولی در مقابل دیگران دو دست را در مقابل سینه قرار می‌دهند.